# Lux Aeterna (utwór Clinta Mansella)
Lux Aeterna (łac. Światłość Wieczna) – utwór skomponowany przez Clinta Mansella jako motyw przewodni do filmu Requiem dla snu.

## Historia
Kompozytor Clint Mansell i reżyser Darren Aronofsky rozpoczęli wieloletnią współpracę od filmu Pi wydanego w 1998 i kontynuowali ją przy produkcji następnego filmu Requiem dla snu, który miał premierę w 2000. Z dwudziestu zaproponowanych szkiców muzyki reżyser wybrał dwa. Motywem przewodnim został utwór Lux Aeterna wykonywany przez Kronos Quartet. Komponując utwór Clint Mansell wzorował się na głównie na twórczości Mozarta i motywach żałobnych. Muzyka do Requiem dla snu była jego pierwszą kompozycją na instrumenty smyczkowe. Z uwagi na niski budżet filmu, kompozytor zachował większość praw do utworu. Film przyczynił się do wielkiej popularności utworu. Błyskawicznie po premierze pojawiły się remiksy utworu przez innych wykonawców. W ciągu kilku lat został on wykorzystany w wielu zwiastunach i reklamach. Najbardziej znaną wersją utworu jest adaptacja na orkiestrę symfoniczną dla zwiastuna do filmu Władca Pierścieni: Dwie wieże. Dokonał tego zespół kompozytorów, a wykonanie to zatytułowano Requiem for a Tower.

## Charakterystyka
Utwór Mansella stanowi genialny akompaniament filmu. Ma on ma prostą, powtarzalną i rytmiczną budowę. Tworzą go trzy postępujące akordy. Ostre tony instrumentów smyczkowych wprowadzają efekt narastającego napięcia, co idealnie zgrywa się z kluczowymi momentami w filmie wzmacniając wrażenia przekazywane obrazem. Przyspieszanie tempa i dodawanie chóru nadaje złowieszczego zabarwienia, a jęczący wokal zwiększa wrażenia surrealizmu i koszmaru. W muzyce dominuje niepokój, smutek i patos. Z jednej strony wywołuje u słuchacza uczucie strachu, a z drugiej strony uzależnia tak, że chciałoby się go słuchać bez przerwy. O wielkiej sile utworu wspomniał Anders Breivik w swoim manifeście.